# Kvantová kryptografie
Kvantová kryptografie je obor kryptografie využívající poznatků kvantové mechaniky. Řeší problém bezpečné distribuce klíčů mezi odesílatelem a příjemcem (Alicí a Bobem) a umožňuje spolehlivou detekci odposlechu. Zatímco klasická kryptografie používá k utajení informací metody matematiky, informatiky či klasické fyziky, kvantová kryptografie využívá kvantové mechaniky. První kvantový kryptografický protokol navrhli v roce 1984 Bennett a Brassard.

## Fyzikální kryptografie
K analogovému šifrování lze použít různé metody z fyziky. K přenosu dat pak dochází podobně, tak jako výpočty dělá analogový počítač. Jednou takovou metodou klasické fyziky je elektronický způsob využívající tepelný Johnsonův šum a Kirchhoffovy zákony (anglicky „Kirchhoff-law-Johnson-noise (KLJN) key exchange“ nebo také „Kish key distribution“, KKD). Přestože se podle informační teorie jedná o nepodmíněnou bezpečnost dat, je třeba dát pozor na konkrétní fyzickou realizaci (útok například na rozdílnost odporů, teploty či směrovost). Podobnou fyzikální zranitelnost (například generátoru či detektoru) má i kvantová kryptografie. Obecně také platí, že zařízení pro kryptografii musí vyrobit důvěryhodná strana (pokud se nesdílí ještě další tajné informace a nepoužije se zároveň více zařízení od různých nespolupracujících stran), protože každý výrobce může do zařízení umístit klasická zadní vrátka.

## Důsledky kvantové fyziky
Každý skutečný komunikační kanál má určitou fyzickou realizaci, svou fyzikální podstatu. Odposlouchávání kanálu z hlediska fyziky odpovídá procesu měření určitých veličin. Z kvantové mechaniky jako jeden ze zásadních důsledků vyplývá, že jakékoliv měření systém ovlivňuje, mění jeho stav. Tuto změnu je možné fyzikálními metodami zjistit, což pro kryptografii znamená, že v určitých situacích je možné spolehlivě detekovat odposlech. Dnes jsou známé a vyzkoušené dvě metody, jak toho docílit. Jedna je založena na měření polarizace fotonů (viz níže), druhá na zvláštních vlastnostech stavu propletenosti (viz níže).
Druhým důsledkem je, že kvantová mechanika zahrnuje procesy, které jsou téměř dokonale náhodné. Narušením Bellových nerovností bylo experimentálně dokázáno, že náhodnost není důsledkem neúplnosti teorie, jak se domníval Einstein, ale skutečně principiální záležitostí. To je velmi zajímavé pro moderní kryptografii, která spoléhá na kvalitní generátory náhodných čísel (většinou se jedná o generátor pseudonáhodných čísel).

## Kvantová distribuce klíče (QKD)
Kvantové kryptografické kanály neslouží přímo k přenosu tajné informace, ale k výrobě a zároveň distribuci náhodného klíče. Jestliže se Alice s Bobem dokážou na dálku bezpečně domluvit na náhodném klíči potřebné délky, mohou následně použít Vernamovu šifru a poslat tajná data nezabezpečeným kanálem. Šifra má teoreticky zaručit jejich nepodmíněnou bezpečnost. Ovšem praktické implementace stále vykazují bezpečnostní nedostatky. Na ty se zaměřuje i program NSA „Owning the Net“. I protokol nezávislý na detekčním zařízení (MDI-QKD) lze prolomit. I zdrojová zařízení mohou mít praktické nedostatky (skryté korelace místo předpokladu dimenzionality), což vede k úniku informací.

## Polarizace fotonů
Hlavní článek: protokol BB84
V roce 1984 navrhli Bennett a Brassard první protokol postavený na kvantové mechanice, který umožňoval tvorbu a distribuci náhodného klíče. Podle počátečních písmen příjmení objevitelů a podle roku se protokol označuje BB84. Hodnoty bitů se kódují do polarizace fotonů. Nastavíme-li fotonu do cesty polarizační filtr, foton buď projde či neprojde. Foton polarizovaný shodně s rovinou filtru projde vždy, polarizovaný kolmo na rovinu filtru neprojde nikdy. Foton polarizovaný v jiné rovině si vybere náhodně s pravděpodobností danou skutečným úhlem polarizace. Ke kódování bitů se použijí 4 polarizační stavy, z nichž dva a dva jsou navzájem kolmé a tyto dvojice jsou vůči sobě otočené o úhel 45 stupňů. Komunikace probíhá v šesti krocích, ve kterých si Alice a Bob zároveň volají veřejným kanálem a domlouvají se o některých výsledcích svých měření. Detekci odposlechu umožňuje fakt, že měření fotonu v nesprávné rovině změní jeho stav a jeho následné měření dá s 50% šancí špatný výsledek. To Alice s Bobem poznají, když se o některých fotonech veřejně domluví.
Tato metoda je poměrně oblíbená, fotony lze přenášet běžným optickým vláknem. Je ale nutné, aby na straně Boba vyšel přesně tentýž foton, který Alice odeslala, takže je vyloučeno použití zesilovačů signálu. To technicky omezuje vzdálenost, na níž lze tuto komunikaci realizovat.

## Propletenost fotonů
Druhou metodu navrhl v roce 1991 Artur Ekert, o rok později ji se spolupracovníky úspěšně vyzkoušel v laboratoři. Využívá stavu kvantového provázání (entanglement) dvojice částic. U takové dvojice nemá smysl mluvit o stavu jednotlivých částic, ale pouze společně o stavu dvojice. Měření provedené na jedné z nich nevyhnutelně způsobí kolaps vlnové funkce, jíž je dvojice popsána, což změní stav druhé částice. To se děje bez ohledu na jejich aktuální vzdálenost. Vizte též EPR paradox.
Určitý zdroj generuje dvojice fotonů, jejichž spiny jsou ve stavu superpozice stavu nahoru a dolů, ale zároveň jsou díky propletenosti úplně korelované. To znamená, že naměříme-li na jednom fotonu spin nahoru, pak druhý bude mít spin dolů a naopak. Výsledek měření konkrétního fotonu je ale zcela náhodný, nepředvídatelný. Zdroj může být umístěn na straně Boba či Alice či někde úplně jinde, na tom nezáleží. Jeden foton z dvojice je vždy odeslán Alici, druhý Bobovi. Jestliže Alice provede na svém fotonu měření, poznamená si nulu nebo jedničku podle výsledku měření. To bude jeden bit klíče. Bob udělá totéž a ví, že dostal opačný výsledek, takže si poznamená stejnou hodnotu bitu. Tak dojde k vytvoření a výměně celého klíče, který je dokonale náhodný. Někdo ale mohl fotony měřit už po cestě a pokusit se tak o odposlech. Kdyby to udělal, narušila by se kvantová korelace mezi výsledky Alicina a Bobova měření. Začaly by platit klasické Bellovy nerovnosti, které kvantová mechanika porušuje. Tuto změnu je možné zjistit statisticky tak, že Alice a Bob nakonec část vyměněných bitů obětují a veřejně se domluví na výsledcích svých měření. Pokud je pozorováno narušení rovností, je kanál odposloucháván a klíč nemůže být použit.
I tato metoda má citelná omezení použitelnosti. Propletený stav fotonů je stavem superponovaným a jako takový brzy podléhá dekoherenci.